# 湘州之战 (589年)

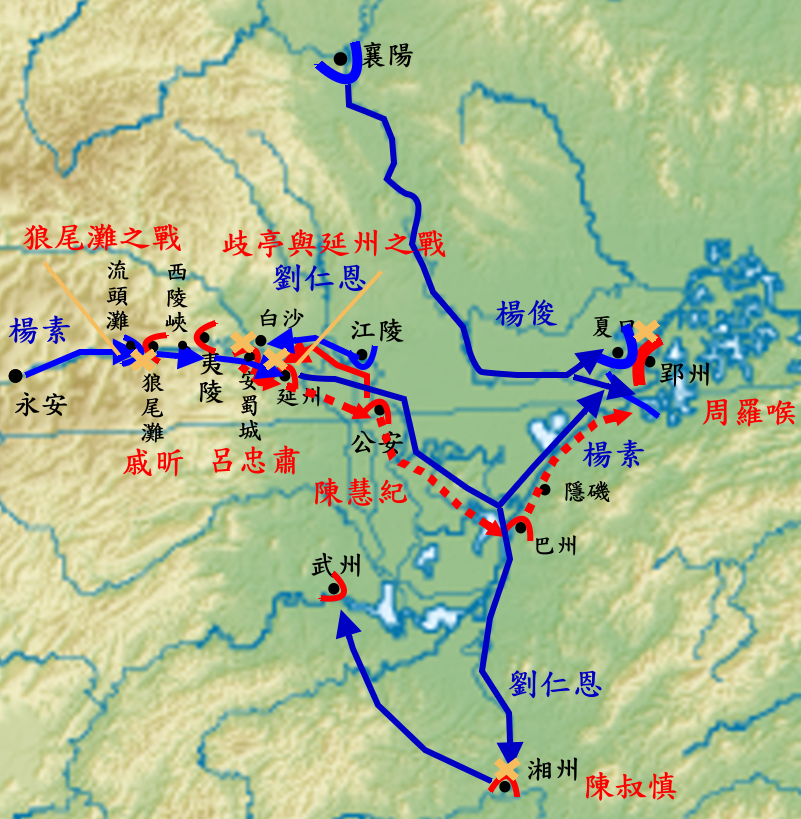
隋滅陳長江中游形勢圖。

湘州之战是隋文帝开皇九年（589年）二月，在隋灭陈之战中，隋朝湘州刺史薛胄、行军总管刘仁恩率军攻略湘州（治今长沙市），击败南陈岳阳王陈叔慎的作战。
隋军在长江上游作战获胜后，589年二月初，行军元帅杨素派遣别将庞晖率部略地湘州，陈朝湘州刺史、岳阳王陈叔慎等拒不投降，派人诈降庞晖，庞晖信以为真，率几百人前往湘州，被陈叔慎设伏斩杀。陈叔慎征兵五千抗拒隋軍。衡阳郡太守樊通、武州刺史邬居业等都举兵相助。于是，隋朝派薛胄、刘仁恩率軍进击湘州。隋军一举击败出城迎战的陈朝湘州助防遂兴侯陈正理和樊通之军，薛胄等乘胜人城，俘虏陈叔慎。刘仁恩军再破邬居业于横桥（今湖南省常德市），擒获邬居业等。湘州等地的平定，为隋朝进军岭南准备了前进基地。